# ФК Ержебет ТК
ФК Ержебет ТК (мађ. Erzsébeti TC), је мађарски фудбалски клуб из Пештержебета Будимпеште.

## Историја
ФК Ержебет ТК је дебитовао у првој мађарској лиги у сезони 1925/26. и првенство је завршио на деветом месту.